# Mimotettix albiguttatis
Mimotettix albiguttatis är en insektsart som beskrevs av Li och Wang 2005. Mimotettix albiguttatis ingår i släktet Mimotettix och familjen dvärgstritar. Inga underarter finns listade i Catalogue of Life.